# NGC 6744
NGC 6744是位於孔雀座的一個中間螺旋星系，距離地球大約3,000萬光年 。它被認為是類似銀河系的眾多螺旋星系中最接近的之一，有著絮結的 (蓬鬆的) 旋臂和細長的核心。它至少還有一個被扭曲的衛星星系 (NGC 6744A)，外觀上類似大麥哲倫星系。
2005年在NGC 6744內發現一顆超新星。
NGC 6744是室女座超星系團的成員星系。

## 圖集

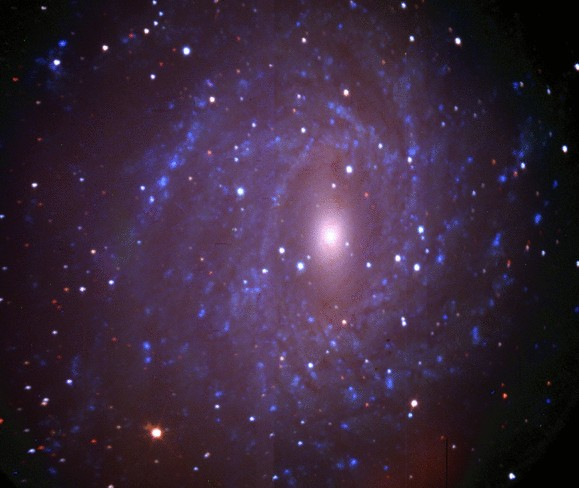
使用SALT看見的螺旋星系NGC 6744。
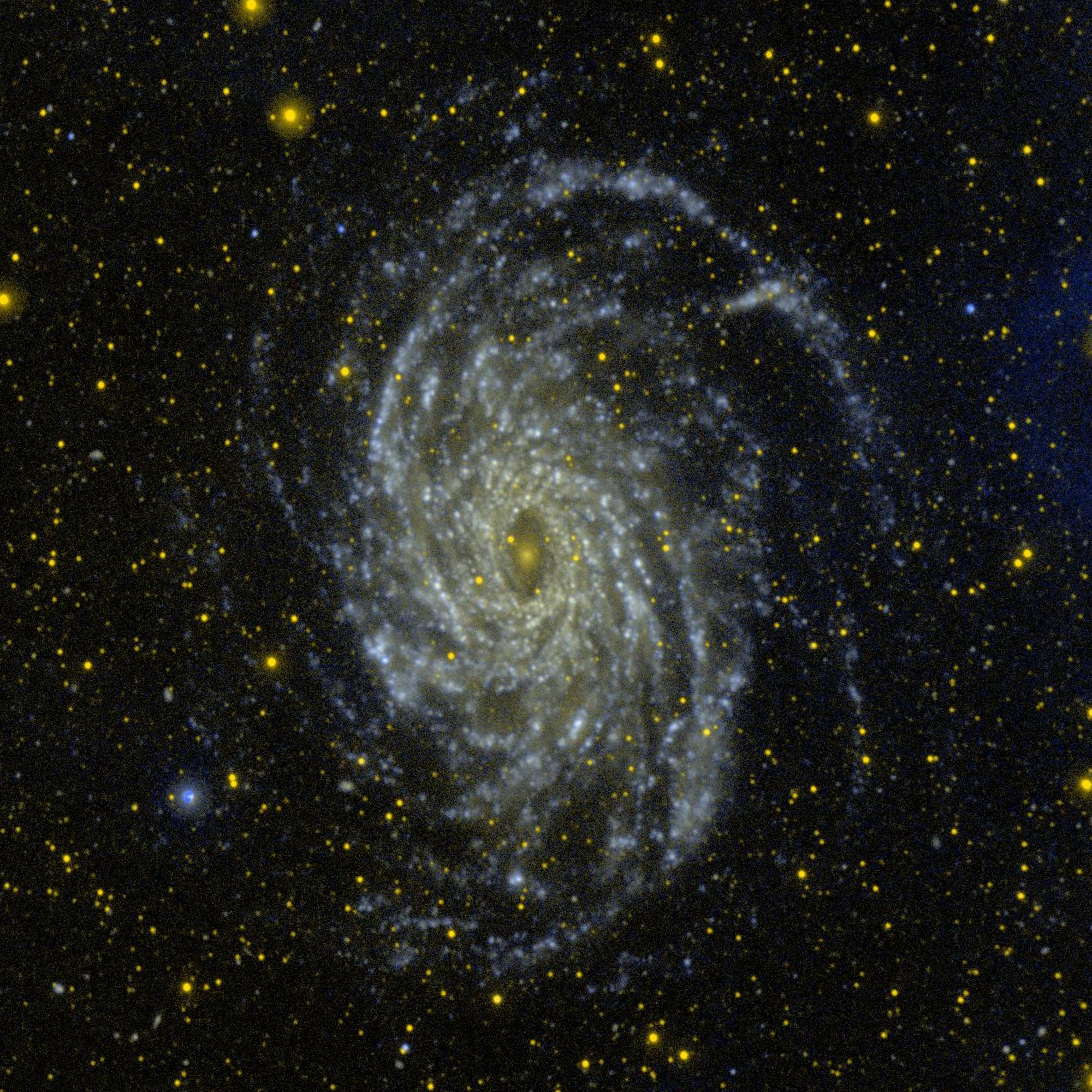
星系演化探測器拍攝的NGC 6744。

## 外部連結
- NGC 6744, a Milky Way-like spiral galaxy
- NGC 6744 (Pav)（页面存档备份，存于）
- June 4, 2010 - A Sibling of the Milky Way（页面存档备份，存于） (Wise image of NGC 6744)
- WikiSky上关于NGC 6744的内容：DSS2, SDSS, GALEX, IRAS, 氢α, X射线, 天文照片, 天图, 文章和图片